# Рогожина
Рогожина (на албански: Rrogozhinë) e град в Албания. Населението му е 7049 жители (2011 г.). Намира се в часова зона UTC+1. Пощенският му код e 2503, а телефонния (0)577. МПС кодът му е KJ.